# Glenwood (Alberta)
Glenwood es un pueblo canadiense situado en la provincia de Alberta.

## Superficie
Glenwood tiene una superficie de 1,37 km².

## Demografía
En 2021, tenía 272 habitantes, una densidad poblacional de 197,9 hab./km², y 124 viviendas.